# Думузи-рыбак
Думузи, прозванный рыбаком — полулегендарный правитель шумерского города Урука, правивший примерно в начале XXVII века до н. э., из I династии Урука.
Его родным городом был Куара — поселение в окрестностях Эриду. Имя соответствует шумерскому богу Думузи (вавилонскому Таммузу).
Согласно «Царскому списку», Думузи правил якобы 100 лет. Его историчность остаётся неопределённой.

## Думузи как божество
Думузи стал главным персонажем шумерского «обряда священного брака» и мифа об «умирающем боге». Почитание этого бога, ставшего известным среди вавилонян как Таммуз, и связанные с ним мифы широко распространились по Древнему Ближнему Востоку. Женщины Иерусалима, к ужасу пророка Иезикииля, всё ещё оплакивали его смерть в VI веке до н. э.(Иез. 8:14). Месяц таммуз в еврейском календаре носит его имя и по сей день, а пост и плач в его семнадцатый день являются отголоском шумерских времён в далёком прошлом.
Почему шумерские теологи избрали Думузи главным героем именно этого обряда и мифа — остаётся неизвестным.
Сохранился эпос «Нисхождение Инанны в нижний мир», в котором супруга Думузи богиня Инанна, чтобы спастись самой, выдаёт его духам преисподней. Предполагают, что в этом мифе отразилась борьба между правителем Думузи и жречеством Инанны, в которой Думузи сначала одержал победу, но потом был изгнан из города жрецами.
Возможна некоторая путаница в ранних шумерских композициях между этой фигурой урукского царя и «допотопного» царя города Бад-тибира, так же носящего имя Думузи (у шумерологов — Думузи-пастух) и якобы правившего, согласно «Царскому списку», 36 000 лет. Не совсем ясно, кто из них послужил прообразом бога. Дело в том, что царь Урука назван в списке рыбаком, а царь Бад-тибиры, как и Думузи, муж Инанны в эпосе, назван пастухом. Однако в эпосе (например: «Нисхождение Инанны в нижний мир») местом проживания Думузи представлен всё-таки Урук, а не Бад-тибира.
Согласно Т. Якобсену существовали параллельные культы разных ипостасей бога: Думузи-Амаушумгальанна, как покровителя финиковых пальм (в этом культе праздновалось только рождение бога, но не его смерть); Думузи-пастуха — покровителя овечьих стад, сына Дуттур («Овцы»); и Думузи-пастуха — покровителя скотоводов, сына Нинсун («Владычицы диких буйволиц»). Возможно, существовала также ипостась Думузи-зерна — божественной силы ячменя и пива, составляющего пару со своей сестрой Гештинанной, богиней виноградной лозы и вина.
| I династия Урука            |                                       |                     |
| Предшественник: Лугальбанда | царь Урука начало XXVII века до н. э. | Преемник: Гильгамеш |